# Doctor for my Heart
«Doctor for my Heart» ("Doctor para mi corazón", en español) es un sencillo del cantante estadounidense Grant Miller publicado en 1986. La canción fue compuesta por el alemán Dieter Bohlen.  El sencillo en su cara B presenta la canción "I'm Alive Tonight" que fue compuesta por Charlie Glas y Grant Miller.

## Lista de canciones
7" Single ZYX Records 1241, Alemania 1986
1. Doctor For My Heart - 3:20
2. I'm Alive Tonight - 3:35

12" Single ZYX Records 5512, Alemania 1986
1. Doctor For My Heart - 5:18
2. I'm Alive Tonight - 4:05

## Créditos
- Letra y música - Dieter Bohlen (Doctor for my Heart), Charlie Glas y Grant Miller (I'm Alive Tonight)
- Producción - Tess en Hurricane Studio, Munich
- Fotografía - Ciro Zizzo

## Versión de Modern Talking
"Doctor For My Heart" fue regrabada para ser incluida en el tercer álbum de estudio de Modern Talking publicado en 1986 Ready for Romance. La canción es interpretada por Thomas Anders y los arreglos son responsabilidad de Dieter Bohlen. Sin embargo, esta versión no fue publicada como sencillo.